# 乌尔里希·贝克
乌尔里希·贝克（1944年5月15日—2015年1月1日），德国社会学家，出生于斯托尔普，是慕尼黑大学和倫敦政治經濟學院的教授。

## 简历
贝克教授生于德国的斯托尔普。从1966年起他在慕尼黑大学学习社会学、哲学、心理学和政治学。1972年，在获得博士学位之后，他开始在慕尼黑大学从事社会科学的工作。1979年他获得了大学讲师职位。先後在明斯特與巴姆貝格任教，1992年回到慕尼黑大學擔任社會學教授。